# 尼爾群島

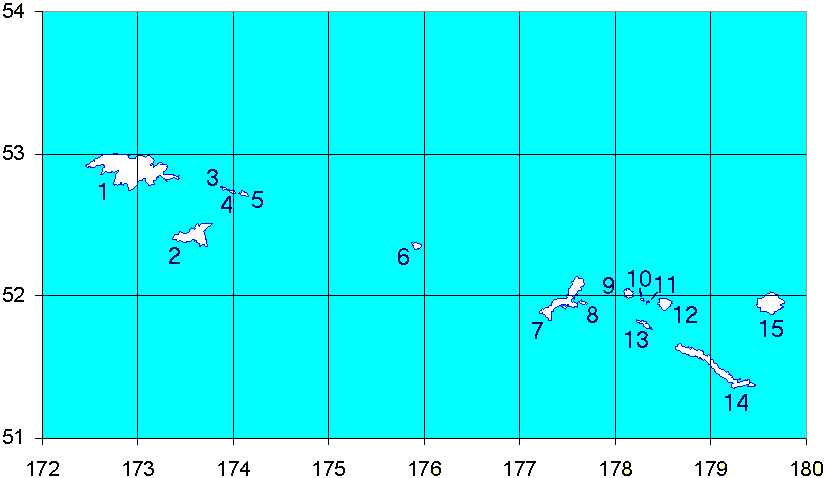
阿留申群島最西側海圖，左方是尼爾群島：阿圖島 (1)、阿加圖島 (2)、阿莱德岛 (3)、尼兹基岛 (4)、申雅島 (5)。

尼爾群島（英語：Near Islands，阿留申語：Sasignan tanangin）是阿留申群島中最西方的群島，位於阿拉斯加西南。

## 地理
尼爾群島中最大的島嶼是阿圖島和阿加圖島；在兩島之間的海峽有數個礁岩。其他重要島嶼有位於前兩島東北方的塞米奇群島，而在這之間較有名的島有阿莱德岛、尼兹基岛和申雅島。  
在申雅島東南東方約32公里之外有一個小岩礁稱為 Ingenstrem Rocks。
尼爾群島的總面積是1143.785平方公里，2000年美国人口普查時當地人口47人。且只有阿圖島和申雅島上有人居住。

## 歷史
尼爾群島的島名由來是18世紀的俄羅斯航海家以該群島是阿留申群島中最靠近俄羅斯的群島而命名。該群島也是阿留申群島中距離阿拉斯加最遠的。第二次世界大戰期間大日本帝國陸軍曾於1942年佔領尼爾群島中的阿圖島。美軍於1943年發動阿圖島戰役將阿圖島奪回。

## 圖集

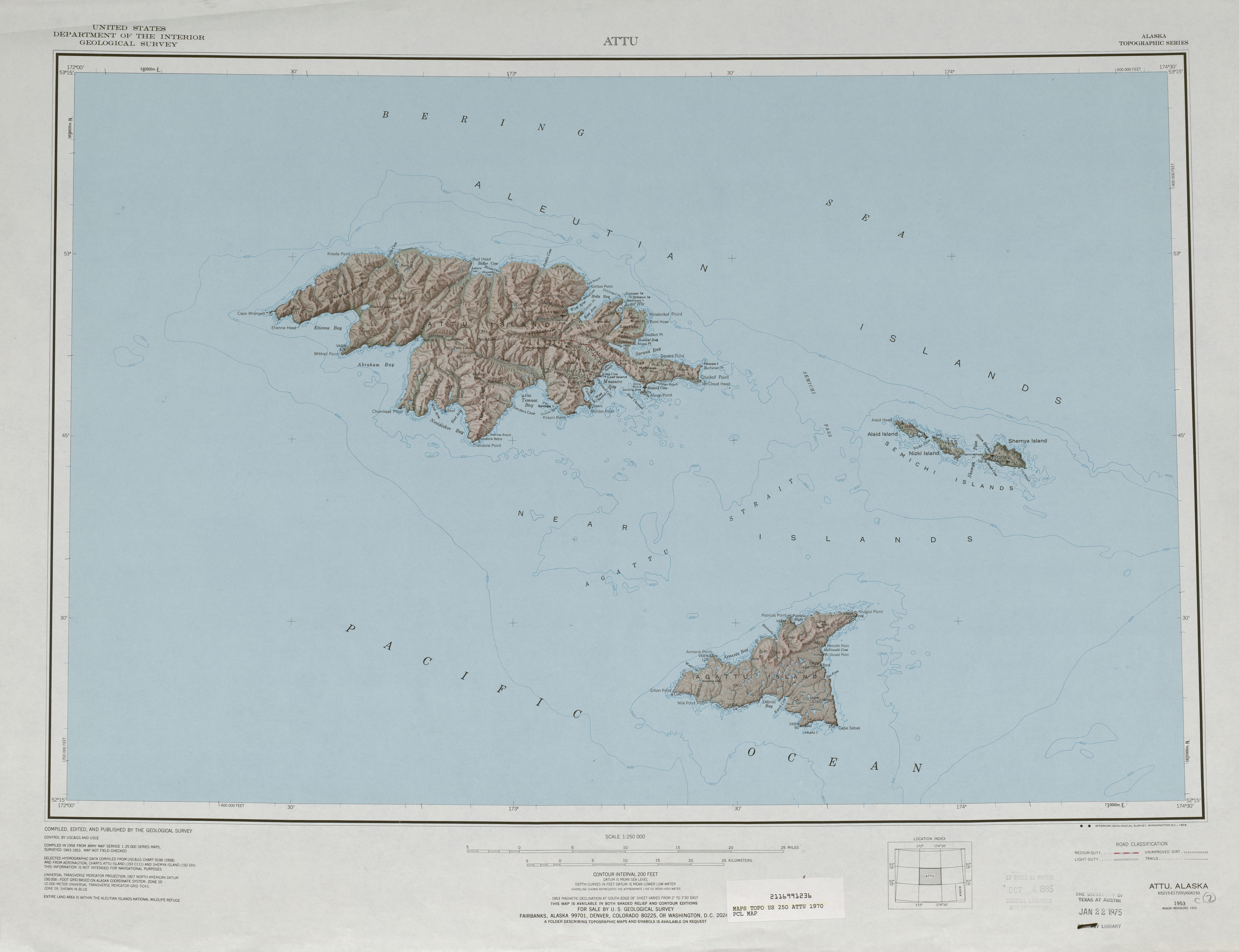
尼爾群島地形圖。
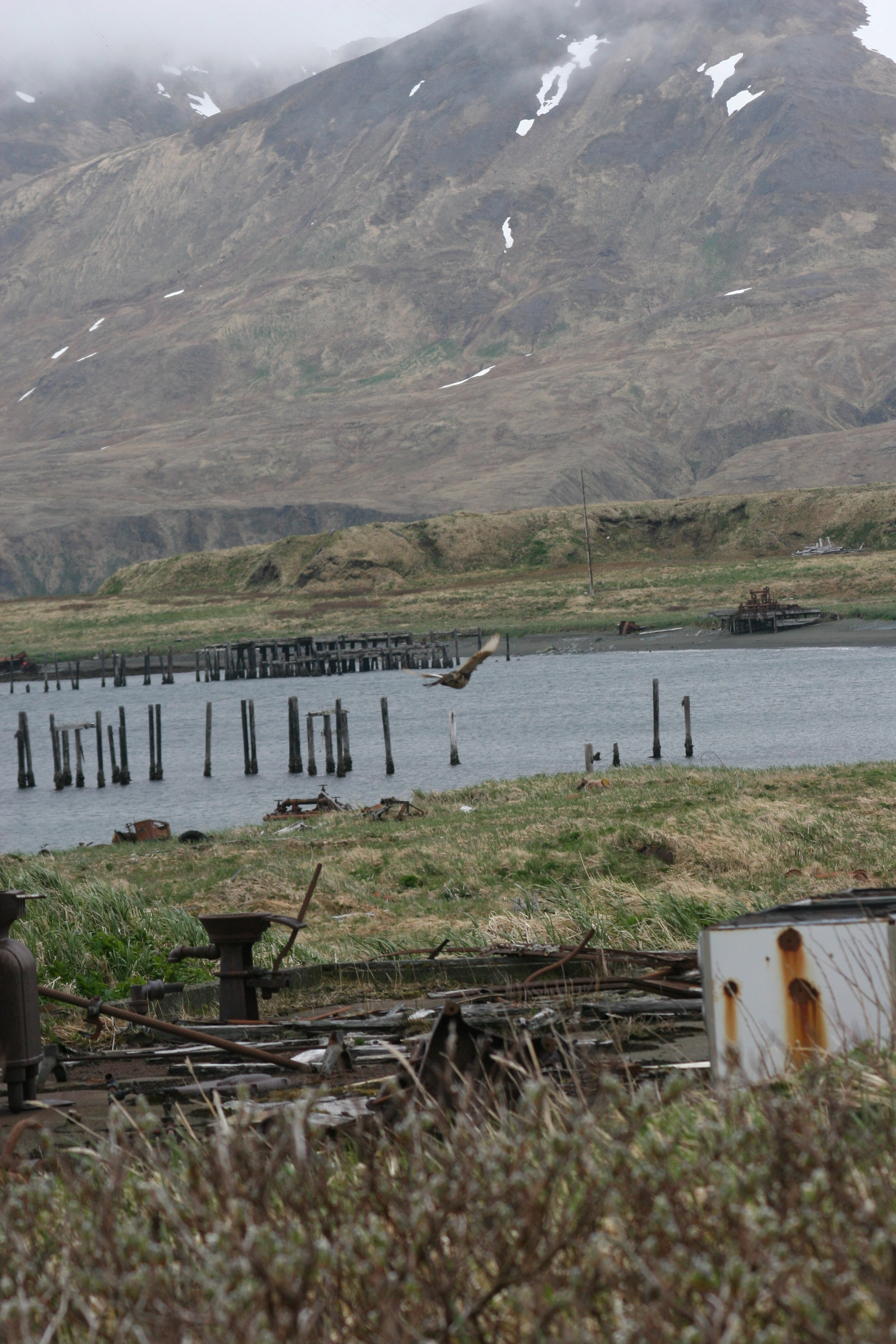
2008年的尼爾群島。
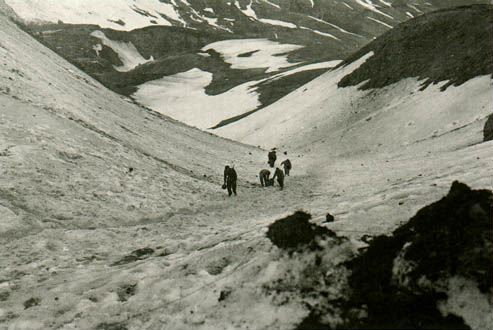
1943年5月，在阿圖島的美軍通過賈明隘口。